# Ocnus lacteus
Ocnus lacteus is een zeekomkommer uit de familie Cucumariidae.
De wetenschappelijke naam van de soort werd in 1839 gepubliceerd door Edward Forbes & J. Goodsir.

## Synoniemen
- Cucumaria mosterensis Grieg, 1889
- Holothuria bodotriae Dalyell, 1851